# Pannenfels
Koordinaten: 49° 44′ 47″ N, 7° 12′ 2″ O
Das Naturschutzgebiet Pannenfels liegt im Landkreis Birkenfeld in Rheinland-Pfalz. Das 7,8715 ha große Gebiet, das im Jahr 1940 unter Naturschutz gestellt wurde, erstreckt sich auf der Gemarkung der Ortsgemeinde Siesbach, südöstlich der Ortsgemeinde Allenbach. Nordwestlich verläuft die Bundesstraße 422. Die höchste Erhebung im Gebiet ist der Pfannenfelskopf mit 682,2 m ü. NHN